# خوان خوسيه غارسيا مارتينيز
خوان خوسيه غارسيا مارتينيز (بالإسبانية: Juan José García Martínez)‏ (16 مايو 1987 بلاس توريس دي كوتياس في إسبانيا - ) هو لاعب كرة قدم إسباني في مركز الدفاع. لعب مع ريال مورسيا.

## وصلات خارجية
- خوان خوسيه غارسيا مارتينيز على موقع قاعدة بيانات كرة القدم.إي يو (الإنجليزية)
- خوان خوسيه غارسيا مارتينيز على موقع Soccerway.com (الإنجليزية)
- خوان خوسيه غارسيا مارتينيز على موقع AS.com (الإسبانية)